# Dehdaq
Dehdaq (em persa: دهدق, também romanizada como Deh Daq; também conhecida como Dāhdak, Dehdagh e Dehdak) é uma aldeia do distrito rural de Bidak, no condado de Abadeh, na província de Fars, Irã.
Segundo o censo de 2006, sua população era de 746, em 204 famílias.